# Ángela Rodicio
María Ángeles Rodríguez González, meglio conosciuta come Ángela Rodicio (Ribadavia, 6 marzo 1963), è una giornalista spagnola.
Lavora per TVE, la televisione pubblica spagnola, come corrispondente dall'estero.

## Biografia
Rodicio si è laureata in Scienze dell'Informazione all'Università Complutense di Madrid. Ha lavorato per diversi giornali spagnoli come Diario 16, Faro de Vigo, La Voz de Galicia.
È entrata alla TVE nel 1989, dove è stata corrispondente dall'Unione Sovietica, dai Balcani e dal Medio Oriente. Si è occupata anche della guerra del Golfo e della guerra in Bosnia ed Erzegovina.

## Riconoscimenti
- Premio Internazionale RAI, 1991.
- Premio Cirilo Rodríguez, 1992.
- Premio Víctor de la Serna, 1994.
- Premio ¡Bravo!, 2001.
- Premio Galicia en Feminino, 2002.
- Premio Maria Grazia Cutuli, 2011.

## Opere
- La Guerra sin frentes. De Bagdad a Sarajevo: memorias de una enviada especial, Temas de hoy, 1998.
- Acabar con el personaje, Plaza & Janés, 2005.
- El Jardín del Fin: viaje por el Irán de ayer y hoy, Debate, 2011.
- Dulcinium: El amor perdido de Cervantes, Confluencias, 2016. (trad. it. L'amore perduto di Cervantes: La vera storia di Don Chisciotte e Dulcinea, Centauria, 2016.)